# Balatonkenese
Balatonkenese is een gemeente in Hongarije, in het Veszprém comitaat.
De gemeente ligt aan de oostelijke oever van het Balatonmeer en ligt op 12 km ten zuiden van Balatonfüred en 25 km ten zuiden van de stad Veszprém.
Rond deze grote gemeente liggen aan drie kanten heuvels met wijn- en fruitboomgaarden. Nadat de spoorlijn aan de noordoever was aangelegd, ontwikkelde het dorp zich in het begin van de 20e eeuw tot een badplaats.
Bezienswaardigheden zijn de barokke protestantse kerk met een gotische toren. Naast de kerk, in laat-barokstijl, staat het parochiehuis.
In dezelfde stijl is ook de rooms-katholieke kerk gebouwd.
Alle liggen ze aan de Táncsics Mihály utca. Aan dezelfde straat, op nº25, ligt de boerenwoning in barokstijl uit de 18e eeuw.
Begin van de 19e eeuw werd hij gerenoveerd in classicistische stijl.
Op de begane grond en een deel van de eerste verdieping is nu het restaurant Zsindelyes Csárda gehuisvest.
Vanaf het station leidt een met geel gemarkeerd voetpad naar de Partfö-heuvel, vanwaar men het eiland Tihany kan zien. Verder naar het westen kijkend ziet men de waterhorizon van het meer.
In Balatonkenese zijn zowel kamers in privé-woningen te huur als in het luxueuze hotel 'Marina port hotel' gelegen aan de jachthaven.